# Шапиро, Гершон Соломонович
Гершон (Григорий) Соломонович Шапиро (1899 — 1993) — советский военный деятель, техник-интендант 1-го ранга, писатель.

## Биография
Родился в бедной еврейской семье, до 11 лет обучался в хедере, уже с 12 лет работал упаковщиком и разносчиком в оптовом магазине. Много читал, с 1915 знакомится и с марксистской литературой, участвует в революционном кружке. 
В 1917 переехал в Киев, где работал и по вечерам посещал лекции в Еврейском народном университете. 
В 1918 примкнул к партии «Поалей Цион», вступил в роту регулярного коммунистического полка, в составе которого в декабре 1918 принимал участие в разгроме банды Д. И. Терпило под Киевом. 
В апреле 1919 добровольно вступил в Красную армию. В составе 132-й пластунской бригады 60-й армии участвовал в боях по обороне Киева в августе того же года, а затем в освобождении города в январе следующего года. Весной 1920 воевал против войск С. В. Петлюры, а летом и против польских войск. Затем был помощником начальника пограничной заставы в Киликиевской комендатура. 
В августе 1926 демобилизовался из Красной армии и поступил на 2-й курс еврейского сектора Одесской советско-партийной школы, которую окончил в 1927. Работал рабочим на заводе имени М. И. Калинина в Одессе. В феврале 1929 направлен председателем еврейского колхоза «Фрилинг» («Весна») в Одесской области. 
В 1933 вернулся в Одессу, где некоторое время работал директором дома еврейской культуры. В 1934 поступил в Одесский сельскохозяйственный институт, который окончил 1939, и был назначен зоотехником в Беляевский районный земельный отдел. 
С началом Великой Отечественной войны добровольно вступил в Красную армию. Летом 1942 в составе 9-й армии воевал на Северо-Кавказском фронте в районе Туапсе. Во время налёта люфтваффе был контужен, после лечения в госпитале направлен комендантом в 61-й запасной артиллерийский полк. В январе 1946 демобилизовался из армии, вернулся в Одессу и поступил на работу зоотехником а областную плановую комиссию.
С середины 1960-х публиковал труды по истории еврейского народа методом «самиздата», выпустив около двух десятков книг, в числе которых переводы зарубежных изданий. Печатала на машинке в количестве нескольких экземпляров его жена Елена Наумовна. Материалы рассылал в Москву, Ригу, Киев, Вильнюс, Ворошиловград, Ленинград, Бердичев. Собирал сведения о героях Великой Отечественной войны еврейской национальности, готовил по каждому очерки. Во время обыска КГБ рукописи были изъяты, но после изучения, не найдя антисоветизм, несколько экземпляров были возвращены. Выполнил перевод с идиш на русский книги воспоминаний партизана Великой Отечественной войны Мейлаха Бакальчука-Фелина, экземпляр рукописи остался на хранении на московской квартире у инженера-экономиста Якова Вульфовича Левина, где был обнаружен после смерти последнего, и впоследствии издан. Помощь в сборе материалов оказывал Абрам Соломонович Приблуда. В 1973 репатриировался в Израиль. Издание литературы финансировал в основном из семейных сбережений. В 1982 выпустил книгу «Евреи — Герои Советского Союза» тиражом в 1000 экземпляров, использовав на это компенсацию от ФРГ. Позднее, уже после его смерти, вышел двухтомник, а затем и трёхтомник «Очерки еврейского героизма».

### Звания
- старший лейтенант;

### Награды
- медаль «За боевые заслуги», 6 ноября 1945.

## Публикации
- Шапиро Г. С. Евреи — Герои Советского Союза. Тель-Авив, 1982[3].
- Шапиро Г. С., Авербух С. Л. Очерки еврейского героизма. В 3-х томах. — Киев, 1994. ISBN 5-7707-6643-3[4].
- Бакальчук-Фелин М. Воспоминания еврея-партизана. Возвращение, 2003. ISBN 5-7157-0051-5[5].